# Polidectes d'Esparta
Polidectes (en llatí Polydectes, en grec antic Πολυδέκτης) va ser el sisè rei d'Esparta de la línia Pròclida. Va regnar de l'any 830 aC fins al 800 aC.
Segons molts escriptors era el fill gran d'Eunom d'Esparta, germà de Licurg d'Esparta, i el pare de Carilau d'Esparta que el va succeir. Però Heròdot, a diferència d'altres historiadors, el fa el pare d'Eunom. Segons Pausànias, durant el seu mandat Esparta es va mantenir en pau.